# Grupowa Oczyszczalnia Ścieków w Łodzi

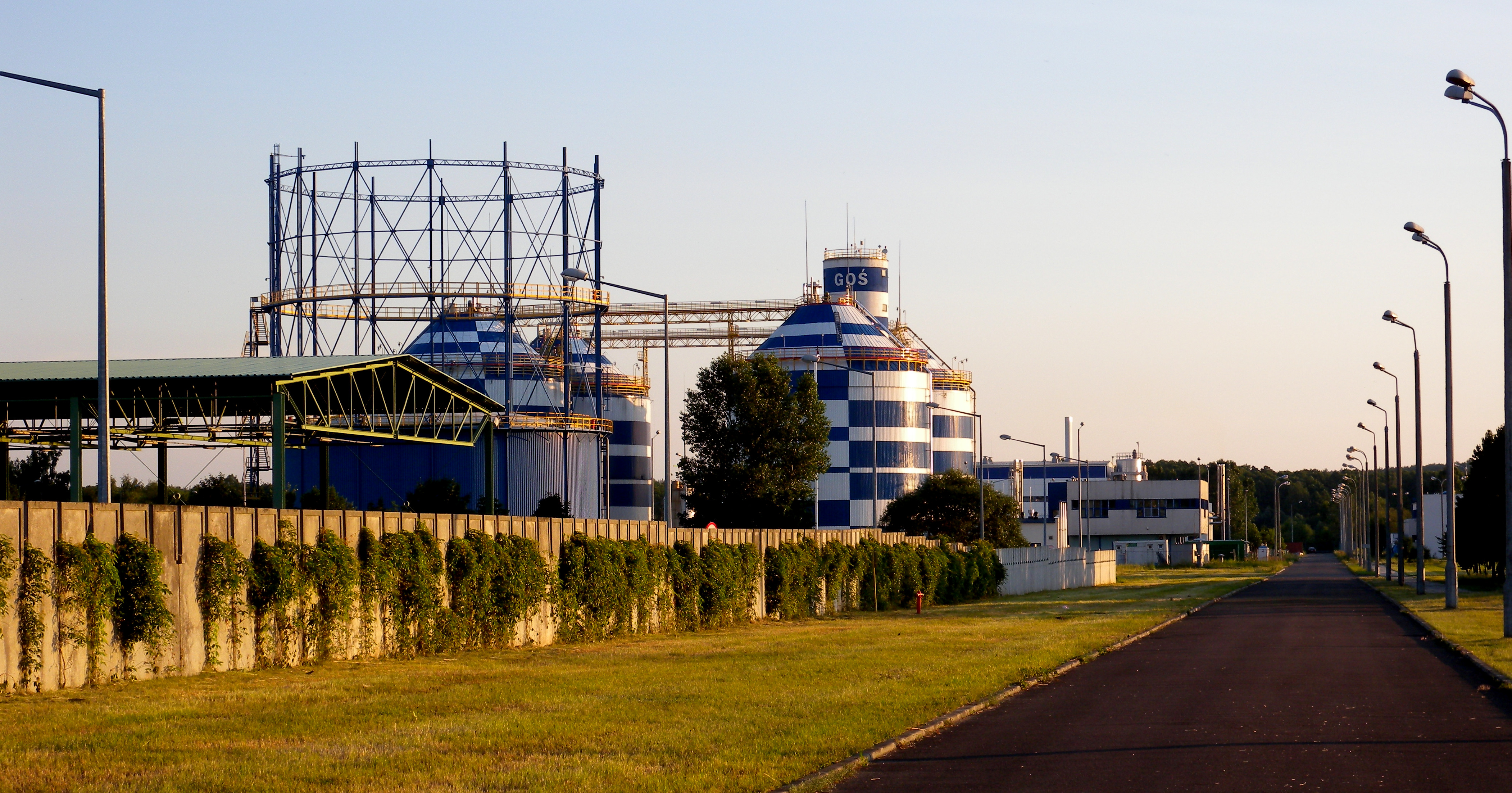
Grupowa Oczyszczalnia Ścieków (2009)

Grupowa Oczyszczalnia Ścieków w Łodzi – największa oczyszczalnia ścieków tego typu w Polsce, zlokalizowana nad rzeką Ner, w południowo-zachodniej części miasta, przy granicy z Konstantynowem Łódzkim oraz Gminą Pabianice. Obejmuje szereg budowli i budynków o znaczeniu techniczno-technologicznym oraz pomocniczym. Oczyszczalnia wraz z terenami obiektów z nią związanych oraz strefą ochronną zajmuje powierzchnię 366 ha.
W GOŚ oczyszczane są wymieszane ścieki ogólnospławne oraz sanitarne spływające kanalizacją z terenów miasta Łodzi oraz sąsiednich miast i gmin: Konstantynowa Łódzkiego, Ksawerowa, Pabianic, Nowosolnej. Dowożone są również ścieki z miejsc nieskanalizowanych. Do oczyszczalni wpływa obecnie 210 tys. m³ ścieków na dobę. Przepustowość hydrauliczna linii biologicznego oczyszczania w docelowym stadium oczyszczalni wyniesie ok. 350 tys. m³/d, co czyni z niej największą oczyszczalnię ścieków komunalnych w Polsce. Liczebność obsługiwanej populacji wyniesie wtedy blisko milion.
Oczyszczalnia pracuje metodą osadu czynnego w układzie zbliżonym do MUCT z chemicznym wspomaganiem usuwania związków fosforu. Prowadzi skojarzoną z procesem technologicznym gospodarkę cieplno-energetyczną wykorzystując do tego celu biogaz generowany w procesie fermentacji osadów. Gaz powstający z osadów ściekowych wykorzystywany jest w miejscowej elektrowni. Dzięki temu oczyszczalnia jest samowystarczalna energetycznie, a nawet ma nadwyżki na sprzedaż.
Budowa oczyszczalni rozpoczęła się 23 października 1974. W 1990 roku zbudowano pierwszy kolektor, halę krat i piaskowników oraz kanał ominięcia. W 1994 oddano do użytku Kolektor VII, w związku z czym nastąpiło pełne przejęcie ścieków, co pozwoliło na wyłączenie z eksploatacji starej oczyszczalni mechanicznej na Lublinku. W 1997 r. powstały pierwsze Zamknięte Komory Fermentacyjne o wysokości 30 metrów, tym samym, ścieki do procesu oczyszczania mechanicznego dodano oczyszczanie biologiczne. Za koniec budowy można uznać rok 2002, w którym dobudowano linie biologicznego oczyszczania ścieków oraz ukończono hale z dmuchawami, dostarczającymi tlen mikroorganizmom usuwającym zanieczyszczenia. Rozwinięciem możliwości GOŚ było wybudowanie w 2004 elektrociepłowni. Zasilana biogazem z komór fermentacyjnych, wytwarza ok. 2,7 MW mocy elektrycznej oraz ok. 3,5 MW mocy cieplnej, co prawie w całości zaspokaja potrzeby całego obiektu.
Wraz z przystąpieniem do Unii Europejskiej zakład jest modernizowany oraz rozbudowywany. Wprowadzane są nowe technologie, podwyższające jakość wody wpadającej do Neru.
W 2009 roku powstała Instalacja Termicznego Przekształcania osadów i skratek (ITP), dzięki czemu znacznie została ograniczona ilość osadów wymagających składowania w lagunach osadowych. Wydajność instalacji wynosi 159 ton/dzień. Technologia spalania osadów realizowana jest w dwóch piecach ze złożem fluidalnym. ITP wykorzystuje ciepło ze spalania do suszenia osadów i skratek, przez co założony bilans energetyczny procesu jest zerowy. Oczyszczanie spalin prowadzone jest metodą suchą.